# Joep Vercammen
Joep Vercammen (* 10. April 1991 in Herentals) ist ein ehemaliger belgischer Eishockeyspieler, der bei HYC Herentals in der niederländischen Ehrendivision spielte. Sein älterer Bruder Ben ist ebenfalls belgischer Nationalspieler.

## Karriere
Joep Vercammen spielt seit Beginn seiner Karriere als Eishockeyspieler bei HYC Herentals. Bereits als 17-Jähriger wurde er in der ersten Mannschaft eingesetzt, die damals in der belgischen Ehrendivision spielte. 2009 und 2012 gewann er mit seinem Team dort die belgische Landesmeisterschaft, 2012 und 2013 auch den Pokalwettbewerb. Von 2010 bis 2012 nahm er mit seinem Team zudem am niederländisch-belgischen North Sea Cup teil. Als diese Serie aufgelöst wurde, wechselte Vercammen mit der ersten Mannschaft von HYC Herentals 2012 in die niederländische Ehrendivision, wo er bis zu seinem frühen Karriereende 2014 spielte.
International

Für Belgien nahm Vercammen bereits an den U-18-Weltmeisterschaften 2008 und 2009 in der Division II teil. In der U20 spielte er bei den Weltmeisterschaften 2009, 2010 und 2011 ebenfalls in der Division II.
Mit der Herren-Nationalmannschaft nahm Vercammen an den Weltmeisterschaften der Division II 2012 und 2013 teil.

## Erfolge und Auszeichnungen
- 2009 Belgischer Meister mit HYC Herentals
- 2012 Belgischer Meister mit HYC Herentals
- 2012 Belgischer Pokalsieger mit HYC Herentals
- 2012 Aufstieg in die Division II, Gruppe A, bei der Weltmeisterschaft der Division II, Gruppe B
- 2013 Belgischer Pokalsieger mit HYC Herentals

## Statistik
(Stand: Ende der Spielzeit 2013/14)